# رون إريكسن
رون إريكسن (بالنرويجية البوكمول: Rune Eriksen)‏ هو عازف قيثارة وموسيقي نرويجي، ولد في 13 يناير 1975 في أوسلو في النرويج.

## وصلات خارجية
- رون إريكسن على موقع IMDb (الإنجليزية)
- رون إريكسن على موقع ميوزك برينز (الإنجليزية)
- رون إريكسن على موقع ديسكوغز (الإنجليزية)
- رون إريكسن على موقع ديسكوغز (الإنجليزية)
- رون إريكسن على موقع قاعدة بيانات الفيلم (الإنجليزية)